# Carolyn Waldo
Carolyn Jane Waldo (Montreal, 11 de diciembre de 1964) es una deportista canadiense que compitió en natación sincronizada.
Participó en dos Juegos Olímpicos de Verano en los años 1984 y 1988, obteniendo tres medallas, plata en Los Ángeles 1984 y dos oros en Seúl 1988. Ganó cuatro medallas de oro en el Campeonato Mundial de Natación, en los años 1982 y 1986.

## Palmarés internacional
| Juegos Olímpicos   | Juegos Olímpicos             | Juegos Olímpicos | Juegos Olímpicos |
| Año                | Lugar                        | Medalla          | Prueba           |
| ------------------ | ---------------------------- | ---------------- | ---------------- |
| 1984               | Los Ángeles (Estados Unidos) | Medalla de plata | Solo             |
| 1988               | Seúl (Corea del Sur)         | Medalla de oro   | Solo             |
| 1988               | Seúl (Corea del Sur)         | Medalla de oro   | Dúo              |
| Campeonato Mundial |                              |                  |                  |
| Año                | Lugar                        | Medalla          | Prueba           |
| 1982               | Guayaquil (Ecuador)          | Medalla de oro   | Equipo           |
| 1986               | Madrid (España)              | Medalla de oro   | Solo             |
| 1986               | Madrid (España)              | Medalla de oro   | Dúo              |
| 1986               | Madrid (España)              | Medalla de oro   | Equipo           |